# Reforma kommun
Reforma är en kommun i Mexiko.   Den ligger i delstaten Chiapas, i den sydöstra delen av landet, 600 km öster om huvudstaden Mexico City. Antalet invånare är 34 896. Arean är 433 kvadratkilometer.
Terrängen i Reforma är platt.
Följande samhällen finns i Reforma:
- El Carmen
- Miguel Hidalgo
- El Limoncito
- Vicente Guerrero
- San Miguel 2da. Sección
- Morelos 1ra. Sección
- Macayo 1ra. Sección
- Ignacio Zaragoza
- San José Limoncito
- Emiliano Zapata
- El Caracol
- Zapotal 2da. Sección
- Francisco I. Madero
- Miguel Aldama
- Gustavo Aguirre Benavides 2da. Sección